# محمد آل نمر
محمد شوقي آل نمر لاعب كرة قدم سعودي، يلعب في الوسط.

## مسيرة اللاعب
لعب سابقاً مع نادي مضر ونادي النجوم ونادي السلام ونادي الهداية.